# Водоцевни котао
Водоцевни котао је врста котла код којег вода циркулише унутар цеви, а око цеви струје димни гасови или су пак цеви изложене ватри. Водоцевни котао је котао који се данас употребљава код већине захтевнијих парних постројења, с већим притисцима и системима прегрејане паре. Конструкција овог типа котла је сложенија од ватроцевне, те се углавном не употребљава за мале величине котлова.

## Конструкција
Водоцевни котлови могу бити подељени на више начина, који излазе из њихове изведбе.
По броју комора:
- једнокоморне котлове
- двокоморне котлове
- вишекоморне котлове

По начину струјања воде у цевима:
- котлове с природном циркулацијом
- котлове с принудном циркулацијом

По начину грејања и производње паре:
- котлове с директним грејањем
- котлове с посредним грејањем

Поделе које су наведене за све котлове важе и за водоцевне котлове, тако да се деле и по количини произведене паре, притиску паре, врсти паре, врсти горива...

## Неке конструкције котлова и принцип рада
На првој слици горе десно је приказан дводомни водоцевни котао с природном циркулацијом. Вода улази у доњу комору где се налази вода у текућем стању. Цеви су такође напуњене водом и изложене су пламену и топлоти димних гасова. Унутар цеви се вода загрева, испарава деломично и почиње полагано се гибати према горе. Вода и пара улазе у горњу комору где се пара скупља у горњем делу коморе, а вода се силазним цевима враћа у доњу комору. Пара из горњег коморе (мокра пара) излази и иде у прегрејач паре, где се додатно суши и загрева, те као прегрејана пара одлази до потрошача.
Друга слика приказује друго конструкционон решење водоцевног котла, с једном парном комором и природном циркулацијом. У ложишту (црвене боје) сагорева гориво и загрева воду у цевима, те она испарава. Вода и пара се дижу према горе и улазе у водени дом где се пара одваја од воде и иде до потрошача. Другом страном, на силазној цеви, вода попуњава цеви у ложишту, та се кружни процес одвија природном циркулацијом. Струјање димних гасова у котлу потпомажу преграде које усмеравају плинове (сиве стрелице показују смер струјања димних гасова).
На трећој слици је приказан котао с три коморе и природном циркулацијом унутар система. Овај котао се разликује од претходног и по томе што има прегрејач паре, који омогућава искориштавање паре веће температура. Овај се котао састоји од три котла, два водна (11) и једног парног (7). Горионици (3) сагоревају гориво у ложишту које је обложено екранским цевима (9) у којима се загрева вода. Вода и пара се подижу у парну комору где се пара одваја и одводи цевима (6) у сакупљач паре (4), а одатле у прегрејач паре (10) који је смештен између екранских цеви и силазних цеви из парног у водене коморе. Прегрејана пара се даље одводи до потрошача (5). Систем се допуњује водом кроз цевовод (8).
На четвртој слици је приказан једнокоморни водоцевни котао с природном циркулацијом. Напојна вода (1) улази у цев грејача напојне воде која се налази најдаље од ложишта, и где се загрева напојна вода пре уласка у водену комору. Пумпа (зелене боје на цртежу) узима воду из коморе и присилно је гура кроз систем. Цело ложиште (2) је обложено снопом цеви, где се вода греје. У средини између снопова цеви налази се прегрејач паре (циклама боје) где се пара додатно прегрева и затим одлази на потрошаче (3). Димни гасови након предаје топлоту води излазе из котла (4).